# I Juegos Centroamericanos y del Caribe
Los I Juegos Centroamericanos y del Caribe fueron la primera de la serie de competiciones deportivas entre federaciones de los países miembros: Cuba, Guatemala y México, celebrados del 12 de octubre al 2 de noviembre de 1926.
Participaron 269 atletas, todos ellos de sexo masculino.  Los deportes que se practicaron fueron: atletismo, baloncesto, béisbol, clavados, esgrima, natación, tiro y tenis.

## Deportes
- Atletismo (detalles)
- Baloncesto (detalles)
- Béisbol (detalles)
- Deportes acuáticos:
  -  Clavados (detalles)
  -  Natación (detalles)
- Esgrima (detalles)
- Tenis (detalles)
- Tiro (detalles)

## Medallero
La tabla se encuentra ordenada por la cantidad de medallas de oro, plata y bronce.
Si dos o más países igualan en medallas, aparecen en orden alfabético.
| Núm. | País      | Oro | Plata | Bronce | Total |
| ---- | --------- | --- | ----- | ------ | ----- |
| 1    | México    | 25  | 24    | 18     | 67    |
| 2    | Cuba      | 14  | 15    | 15     | 44    |
| 3    | Guatemala | 0   | 0     | 3      | 3     |